# Jane Parminter

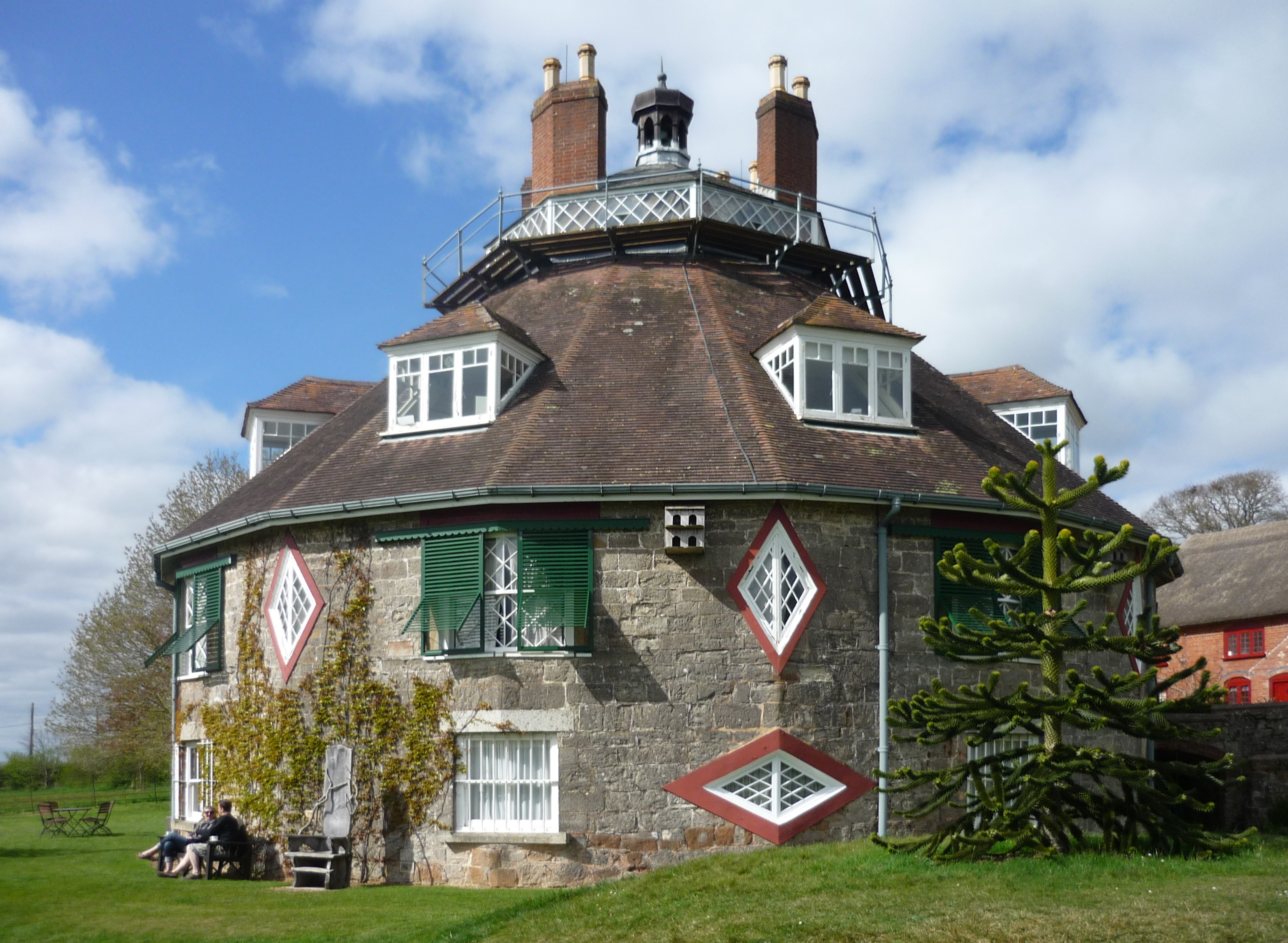
A La Ronde

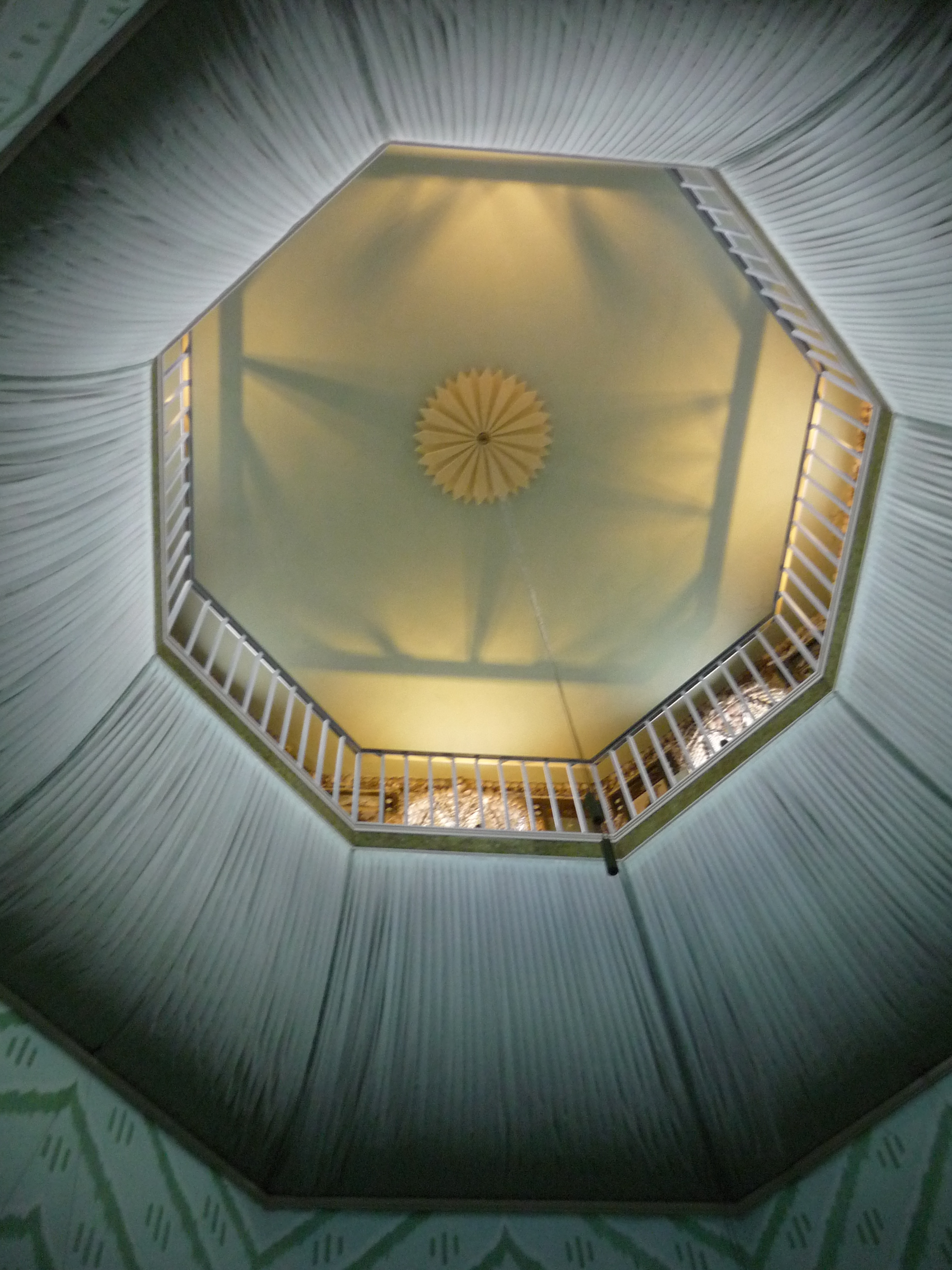
A La Ronde

Jane Parminter (Portugal, 5 de febrero de 1750-Inglaterra, 6 de noviembre de 1811)  fue una arquitecta inglesa que construyó junto a Mary Parminter la mansión de A La Ronde, patrimonio histórico inglés.

## Biografía
De familia inglesa, Jane Parminter nació en Portugal en 1750 hija de John Parminter (1712–1780) y Jane Arboyne o Arbouin (1712-1773). El padre tenía un exitoso comercio de vinos en Lisboa. Ella retornó a Inglaterra con su padre durante su niñez y vivió con él en Londres hasta su fallecimiento.
Al quedarse sola decidió embarcarse en un tour por Europa, actividad habitual para los hombres de clase alta de la época pero poco común para una mujer. Para viajar se sumaron tres mujeres más, entre ellas su hermana Elizabeth de 28 años, y su prima, Mary Parminter de tan solo 17 años. El viaje, que duró al menos 4 años, incluyó países como Francia y posiblemente Suiza, Italia y Alemania, y fue financiado por la propia Jane.
En 1796, las primas Parminter, quienes conjuntamente se negaron a contraer matrimonios pre-arreglados, decidieron utilizar la herencia que Jane recibió de su padre, para construir una casa donde vivir las dos solas ya que Elizabeth Parminter había fallecido en 1791.

## Obras

### A La Ronde
Esta casa fue conocida como A La Ronde y se mantiene en buen estado hasta el día de hoy en Devon, una ciudad al sur de Inglaterra. Su diseño surgió por influencia de la basílica octogonal de San Vitale en Ravenna, Italia. Construida entre 1796 y 1799, A La Ronde posee un volumen octogonal de doble altura como espacio central del cual varios espacios de menor altura se desbordan e interconectan. Cada espacio posee vistas al exterior mediante ventanas en forma de diamante centradas en el ángulo /arista de cada lado para así captar al interior la mayor cantidad de luz posible. El volumen exterior es un hexadecágono, y los dormitorios de las Parminter se orientaban al Este, así, a medida que el día transcurría, se movilizaban hacia el oeste mediante los espacios conectados para sacarle mayor provecho a la luz natural, una de las ideas centrales del diseño de la casa.
La distribución de las distintas habitaciones en el interior, veinte en total, forzó a que la casa tenga muchos rincones pequeños, pero las Parminter se aseguraron de aprovechar cada rincón para exhibir sus objetos traídos de viajes, sus libros y pinturas, además de su colección de 25.000 conchas.

### Point in View
Posteriormente decidieron construir una pequeña capilla cercana –debido a la dificultad que suponía bajar a la ciudad los días de mal tiempo–. Jane murió en noviembre de 1811, justo antes de que fuera terminada y consagrada para el culto.
Mary quedó entonces a cargo de la finalización y las gestiones para establecer una organización benéfica –un capellán residente para llevar a cabo el culto en la capilla y cuatro casas de caridad para albergar a mujeres necesitadas– así como una pequeña escuela por seis chicas locales sin recursos.
En 1991 la casa fue comprada y abierta al público por National Trust, una organización conservacionista británica fundada con la intención de conservar y de revalorizar los monumentos y lugares de interés colectivo.
A La Ronde se encuentra catalogada como patrimonio histórico Grado 1 por el English Heritage: